# Chorebus laeviceps
Chorebus laeviceps är en stekelart som först beskrevs av Cresson 1872.  Chorebus laeviceps ingår i släktet Chorebus och familjen bracksteklar. Inga underarter finns listade i Catalogue of Life.